# Spathoglottis smithii
Spathoglottis smithii är en orkidéart som beskrevs av Paul J. Kores. Spathoglottis smithii ingår i släktet Spathoglottis och familjen orkidéer. Inga underarter finns listade i Catalogue of Life.